# Changwhania ceylonensis
Changwhania ceylonensis är en insektsart som beskrevs av Baker 1925. Changwhania ceylonensis ingår i släktet Changwhania och familjen dvärgstritar. Inga underarter finns listade i Catalogue of Life.